# نیکولا دانیلی
نیکولا دانیلی (انگلیسی: Nicola Danieli؛ زادهٔ ۲۶ مارس ۱۹۹۸) بازیکن فوتبال است.